# Zvolenská župa (1923–1928)
Zvolenská župa (slovensky Zvolenská župa, oficiálně župa XVIII) byla jednotka územní správy a samosprávy zavedená v prvorepublikovém Československu v rámci nového župního zřízení. Existovala v letech 1923–1928, měla rozlohu 9 356 km² a jejím správním centrem byl Zvolen.

## Vznik a zrušení župy
Po zániku Uherska v roce 1918 byla původní uherská Zvolenská župa převedena v takřka nezměněném územním rozsahu do správního systému Československé republiky jako Zvolenská župa. Toto provizorní postuherské uspořádání trvalo jen do roku 1922. V roce 1920 byl přijat zákon č. 126/1920 Sb. o zřízení župních a okresních úřadů v republice Československé, kterým mělo být celé území Československa (kromě Prahy a Podkarpatské Rusi) rozděleno do 21 žup. Jednou z nich byla i Zvolenská župa, nyní vymezená v nových hranicích jako jedna z šesti žup zřízených na území Slovenska. Ve srovnání s historickými (uherskými) župami byl jejich rozsah větší a proto se jim na Slovensku říkalo veľžupy. Zvolenská župa měla pořadové číslo XVIII. Zákon stanovil vznik župního úřadu v čele s županem, který byl vládou jmenovaným státním úředníkem, a župního zastupitelstva coby samosprávného sboru. Při župním zastupitelstvu měl být zřízen župní výbor, župní finanční komise a další komise. Zvolenská župa měla být součástí nadregionálního župního svazu v hranicích celého Slovenska.
Župní zřízení čelilo od počátku silné kritice a bylo do praxe uvedeno až roku 1923 pouze na Slovensku. Dne 30. září 1923 se zde konaly volby do župních zastupitelstev. Županem Zvolenské župy byl jmenován Juraj Slávik.
Dne 14. července 1927 byl přijat zákon č. 125/1927 o organizaci politické správy, rušící župy a zavádějící zemskou soustavu, účinný od 1. července 1928. Zvolenská župa se stala součástí země Slovenské. Na rozdíl od českých zemí, kde hranice žup byly zachovány alespoň jako vymezení volebních krajů pro volby do Poslanecké sněmovny Národního shromáždění republiky Československé, byly župy na Slovensku jako správní jednotky zcela eliminovány.

## Územní vymezení župy
Zvolenská župa zahrnovala rozsáhlé území středního a jižního Slovenska, od masivu Nízkých Tater, přes Banskou Bystrici a Zvolen až na jih k státní hranici s Maďarskem. Skládala se z 13 okresů.